# Jonas formosae
Jonas formosae is een krabbensoort uit de familie van de Corystidae. De wetenschappelijke naam van de soort is voor het eerst geldig gepubliceerd in 1922 door Balss.